# MC Beijinho
Ítalo Gonçalves da Conceição é conhecido como MC Beijinho (Salvador) é um cantor e compositor de funk.

## Biografia
MC Beijinho ficou famoso com a canção Me Libera Nega,que se tornou um hit do carnaval de Salvador, em 2017.

## Prêmios
- Troféu Band Folia, Band , na categoria de Melhor música, em 2017;

## Cançõees
- 2016: Me Libera Nega
- 2017: Fiz com carinho
- 2017: Ó pra isso
- 2017: Instigação
- 2017: Novidade
- 2023: Seu doutor
- 2023: Bumbum grande
- 2023: País das maravilhas

## Álbuns
- 2023: País das maravilhas